# 新門司インターチェンジ
新門司インターチェンジ（しんもじインターチェンジ）は、福岡県北九州市門司区にある九州自動車道のインターチェンジ（開発インターチェンジ）である。
福岡IC方向出入口のみのハーフインターチェンジであるが、北九州港のフェリー乗り場に近く、九州の陸路と海上を結ぶ重要なICとなっている。福岡県道71号新門司港大里線に面しており、この県道を門司駅方向に進むと、北九州高速4号線の大里出入口がある。

## 道路
- E3 九州自動車道（1-1番）

## 接続する道路
- 福岡県道71号新門司港大里線

## 歴史
- 1993年（平成5年）3月31日 : 開通。
  - 当時からあった畑バスストップの位置に設けられた（畑バスストップは門司寄りに移設）

## 料金所
- ブース数：5

### 入口
- ブース数：2
  - ETC専用：1
  - 一般：1

### 出口
- ブース数：3
  - ETC専用：1
  - 一般：2

## 周辺
- 北九州港新門司地区（新門司フェリーターミナル）
  - 阪九フェリー
  - 名門大洋フェリー
  - オーシャン東九フェリー
  - 東京九州フェリー

## 隣
E3 九州自動車道
(1)門司IC - (1-1)新門司IC - 吉志PA - (2)小倉東IC